# 666 Satan
666 Satan (666 - 〜サタン〜 -?) è un manga di Seishi Kishimoto pubblicato da Gangan Comics sulla rivista Monthly Shōnen Gangan. La serie ruota attorno alla tradizione della Kabbalah, alla demonologia giudeo-cristiana e al folclore giapponese.
Il 6 giugno 2008 il manga è uscito in Italia, pubblicato dalla casa editrice J-Pop.

## Ambientazione
Gli O-Part (オーパーツ?, Ō Pātsu) sono artefatti misteriosi lasciati da un'antica civiltà che fu cancellata dalla faccia della Terra. Il loro nome deriva dall'acronimo OOPArt (Out of Place Artifacts), che sta ad indicare oggetti con difficile collocazione storica, o appartenenti a epoche nelle quali non sarebbero potuti esistere. Gli O-Part sono usati principalmente come armi, mezzi di trasporto o strumenti per svariati usi. Sono classificati in base alla loro forza dal livello SS (il più alto) al rango E. Gli O-Part di livello A o superiore sono estremamente potenti e devono essere consegnati al governo. Le persone in grado di utilizzare gli O-Part sono chiamate O.P.T. (オプト?, Oputo, O-Part Tactician). Essi possono emanare il proprio spirito (スピリッツ?, supirittsu) e convogliarlo nell'O-Part, il quale lo assorbe e ne sfrutta l'energia per attivare il suo effetto (エフェクト?, efekuto).
Al mondo esistono inoltre dieci Angeli (天使?, Tenshi) e dieci Demoni (悪魔?, Akuma) con poteri fantastici, sigillati all'interno di altrettanti esseri umani. Essi sono cercati rispettivamente dalla Repubblica di Stea e dall'Organizzazione Zenom per inserirli all'interno del Kabbalah (正カバラ?, Sei Kabara) e del Reverse Kabbalah (逆カバラ?, Ribāsu Kabara), rispettivamente al Polo Nord e al Polo Sud della Terra. Una leggenda narra che quando un Kabalah è riempito, si risveglierà un'arma suprema chiamata O-Part Leggendario (伝説のオーパーツ?, Densetsu no Ō Pātsu).

## Trama
Le vicende narrate sono quelle di un ragazzino, Jio, che, orfano e abbandonato da tutti in quanto additato come portatore di sventure, viaggia senza meta con il singolare obiettivo di conquistare il mondo, unico modo, secondo lui, di essere accettato. Non sa, tuttavia, che nel suo corpo ha il potere per riuscire davvero nel suo intento. Viaggia per un mondo cosparso di rovine di un'antica civiltà in cui venivano utilizzati dei potentissimi artefatti, gli O-Part che, se impugnati da persone in grado di incanalare la loro forza spirituale in essi, si dimostrano delle potentissime armi. Tali persone si chiamano O.P.T. (O-Part Tactician) e del ruolo che avevano in passato si sa poco, se non che i dieci più potenti tra loro, secondo una leggenda, furono sterminati da un terribile demone. Non si conosce la vera identità del demone, ma viene chiamato Satan, visto che aveva sulla fronte il numero 666.
Jio incontra una ragazza, Ruby Crescent, una cacciatrice di tesori in grado di interpretare le antiche rune e che ha deciso di seguire questa strada a seguito dell'assassinio del padre per opera di un O-Part Tactician. Dopo un inizio burrascoso tra i due nasce una certa simpatia e Jio decide di diventare la sua guardia del corpo. Si scoprirà presto che Jio, in quanto a voglia di fare e coraggio non è secondo a nessuno, è anche un O-Part Tactician e che soprattutto è la reincarnazione di Satan, il temutissimo demone.

## Pubblicazione
666 Satan è stato serializzato sulla rivista Monthly Shōnen Gangan di Square Enix dal 2001 al 2007. I 76 capitoli sono in seguito stati raccolti in 19 volumi tankōbon e pubblicati tra il 20 dicembre 2001 e il 22 febbraio 2008. L'edizione italiana è stata curata dall'etichetta J-Pop di Edizioni BD e pubblicata dal 6 giugno 2008 al 21 luglio 2010.

## Citazioni e riferimenti
Questo manga e i suoi personaggi hanno molti tratti in comune con il manga Naruto, realizzato dal fratello gemello di Seishi, Masashi Kishimoto. Quando 666 Satan uscì in Giappone, fu accusato di plagio proprio della serie Naruto. Tuttavia, Seishi ha fatto notare in uno dei volumi del suo manga che le somiglianze non sono intenzionali, e sono probabilmente dovute al fatto che entrambi gli autori sono stati influenzati dalle stesse opere, ad esempio da Dragon Ball di Akira Toriyama, e ne hanno incorporato alcuni elementi all'interno delle loro storie.
Nel primo numero di 666 Satan, quando Jio ricorda la volta in cui vide i tre ragazzi parlare della conquista del mondo, sullo sfondo del ristorante si vedono Sig e Tarik, protagonisti del manga Trigger, disegnato proprio da Seishi Kishimoto.